# Pogostemon tisserantii
Pogostemon tisserantii là một loài thực vật có hoa trong họ Hoa môi. Loài này được (Pellegr.) Bhoti & Ingr. miêu tả khoa học đầu tiên năm 1998.